# Trains suburbains de Tallinn
 (mai 2024).
Si vous disposez d'ouvrages ou d'articles de référence ou si vous connaissez des sites web de qualité traitant du thème abordé ici, merci de compléter l'article en donnant les références utiles à sa vérifiabilité et en les liant à la section « Notes et références ».
Le réseau surburbain de Tallinn est un réseau de plusieurs lignes de trains qui relient l'agglomération de Tallinn au départ de la gare de Tallinn-Baltique à plusieurs agglomérations régionales comme Aegviidu, Rapla, Turba, Paldiski et Kloogaranna. 